# Saint-Hilaire-de-Lavit
Saint-Hilaire-de-Lavit este o comună în departamentul Lozère din sudul Franței. În 2009 avea o populație de 102 de locuitori.

## Evoluția populației
| An        | 1975 | 1982 | 1990 | 1999 | 2006 | 2009 |
| --------- | ---- | ---- | ---- | ---- | ---- | ---- |
| Populație | 77   | 69   | 72   | 86   | 95   | 102  |